# Tipula (Lunatipula) schlingeri
Tipula (Lunatipula) schlingeri is een tweevleugelige uit de familie langpootmuggen (Tipulidae). De soort komt voor in het Nearctisch gebied.